# Geysir

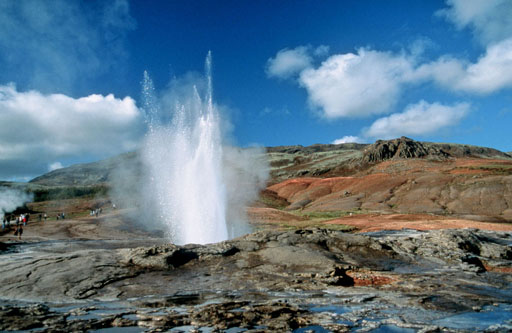
A Geysir kitörése 2000-ben

A Geysir (kiejtése: ˈceiːsɪr̥), amit néha Nagy Geysir néven ismerünk, egy gejzír Izland délnyugati részén. Benne tisztelhetjük a gejzírek névadóját, mivel ez volt az első, amiről nyomtatott leírás született a modern Európa számára. A forrás nevét az izlandi geysa szóból származtatják, ennek jelentése: kiáradni, kitörni. Geysir a Haukadalur völgyben található, a Laugarfjall lávadómnál, mintegy 50 méterre a Strokkur gejzírtől.
A kitörések során a forró víz mintegy 70 méter magasba lövell ki. A kitörések mostanra szabálytalanná váltak, néha hosszú évekig tartó inaktív szakaszokkal.

## Történet

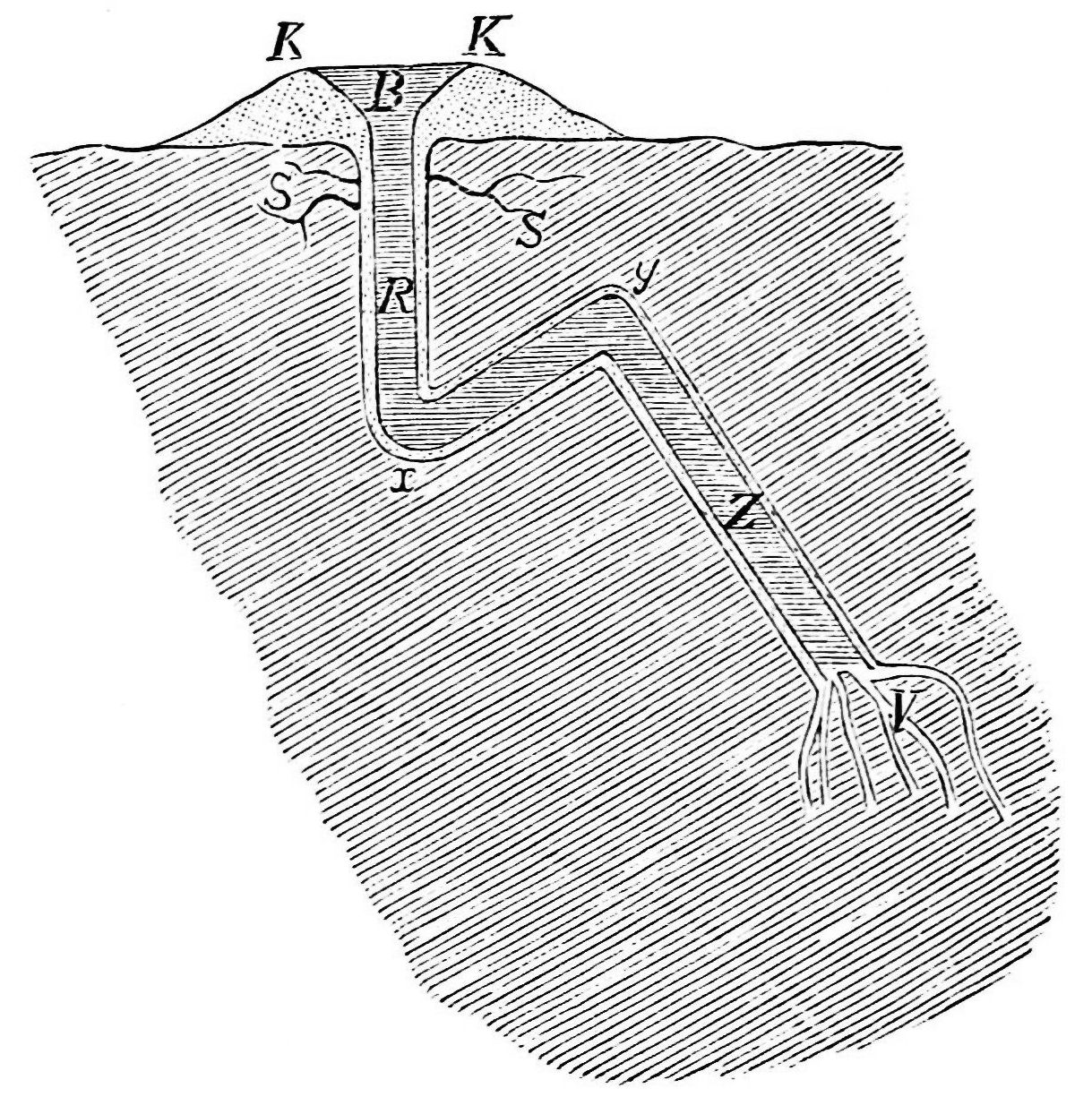
Egy 1882-es rajt a GEyser elméleti szerkezetéről

Az oldott ásványokból kialakult gejzirit vizsgálata szerint a Geysir mintegy 10 000 éve aktív. A legkorábbi bejegyzés a Haukadalur völggyel kapcsolatban 1294-ből ered, amikor földrengések következtében számos új meleg vízű forrás jött létre, miközben a táj is jelentősen megváltozott. A Geysir és környéke aktivitása a földrengésekkel szorosan összefügg. Egy 1630-as feljegyzés szerint a Geysir és környéke olyan hevesen tört ki, hogy a környék megremegett tőle. A Geysir, mint helynév, egy 18. századi iratban bukkan fel először, és a Felvilágosodás során mint szokatlan természeti jelenség igen nagy érdeklődést keltett. Ennek köszönhetően az elnevezés népszerűvé vált, és a hidrotermális források köznévi megjelölésére kezdték alkalmazni.
1845-ben a kitörés magassága elérte a 170 m-t. Amikor 1846-ban Robert Bunsen vizsgálatokat végzett, és magyarázatot talált a működésére, mintegy 45 m magasságig lövellte a vizet.

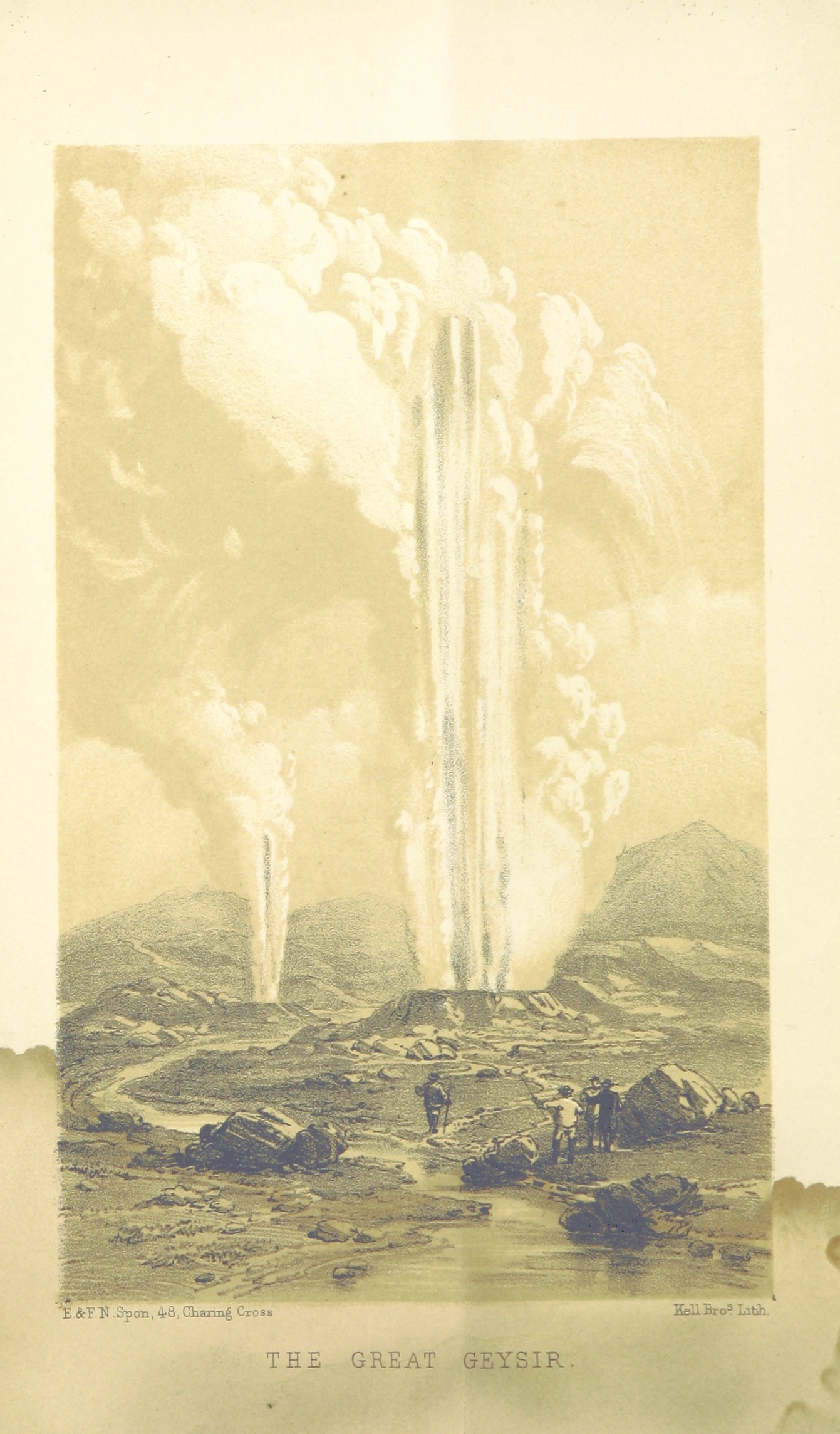
A Geysir 1873-ban

Az elmúlt évszázadok során világossá vált, hogy a földrengések révén az aktivitása megnőtt, majd a következő évben újra visszaesett. 1896 előtt például majdcsak alvó állapotban nem volt, amikor is egy földrengés után olyannyira aktivizálódott, hogy naponta többször is kilövellt, akár egy órán keresztül is, miközben nagyjából 60 méteres magasságig spriccelt a túlhevített víz.
1910-ben megközelítőleg fél óránként tört ki, 1915-re ez hat órás intervallumra mérséklődött, míg a következő évben már mondhatni leállt. 1935-ben csatornát ástak a gejzír körüli kőzetgyűrűbe, aminek révén a vízszint megváltozott, így a kitörések újrakezdődtek, amíg a csatorna fokozatosan el nem tömődött a kiülő ásványokkal, Ekkor az aktivitás újfentebb lecsökkent.
1981-ben az árkot kitisztították, aminek révén a gejzír aktivizálódott. A kitöréseket szappan adagolásával szabályozni igyekeztek, ezt a környezetvédelmi aggályok ellenére a múlt század utolsó évtizedében tovább folytatták. Ennek révén a Geísir kényszerített módon tört ki, miközben 70 méter magasságig lövellt. Ezt az izlandi Nemzeti Nap során is megteték a kormányzati geológusok.
2000-ben egy földrengés újra aktivizált a gejzírt, ennek során két napon át 122 méter magasságot értek el a kitörések, ami az egyik legmagasabb mért érték. Ekkoriban naponta nyolc alkalommal is kitört, de három év alatt a napi három kitörésre mérséklődött a gyakoriság.

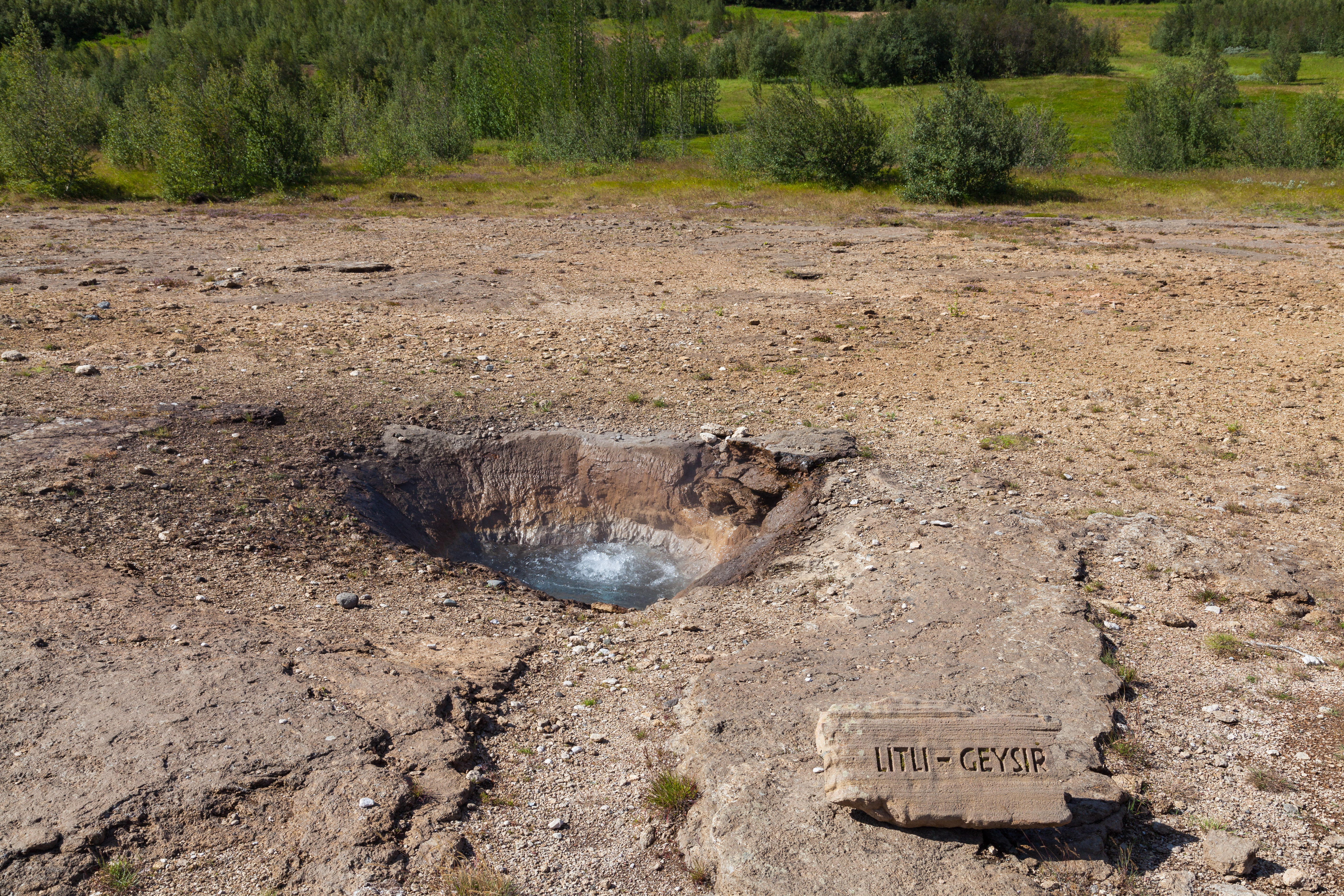
A Litli Geysir, azaz Kis Geysir 2014-ben

A közeli Strokkur kitörései lényegesen gyakoribbak,néhány percenként történik egy-egy, mintegy 30 méteres magasságot elérő kitörés. Ezt is nagyban befolyásolják a földrengések, bár kevsébé mint a Geysirt. Emiatt sokszor a Strokkur kitöréseiről készült fotókat hibásan a Geysirnek címkézik. A környéken még mintegy harminc további kisebb gejzír, valamint hőforrások és melegvizű tavak vannak, köztük a Litli Geysir.
A környék az izlandi Arany Kör része, azaz a Þingvellir és Gullfoss mellett a leglátogatottabb turista-útvonalak ide vezetnek. A környékről a 18. század óta vannak útleírások.
2020. június 17-én a Környezetvédelmi Minisztérium védnöksége alá került.

## A föld tulajdonosa
A területet 1894-ig egy helyi gazdálkodó birtokolta, amikor eladásra került. Az új tulajdonos, James Craig, egy ulsteri whiskeyfőző volt, aki később Lord Craigavon néven Észak-Írország miniszterelnöke lett. Ő kerítéssel vette körbe a területet, és belépődíjat szedett a látogatóktól. Egy év után, valószínűleg belefáradván, átadta a barátjának, E. Craignek a kezelési jogot, aki rögtön el is törölte a belépődíjat. Ezután Craig unokaöccse, Hugh Rogers lett az örökös, ő 1935-ben eladta a területet Sigurður Jónasson filmrendezőnek, aki örökbe adta az izlandi népnek.

## Galéria
- Kitörés 2009-ben
- A Litli Geysir kitörése
- A Geysir 2014-ben, két kitörés között

## Külső linkek
- Information and photos of Geysir and the geothermal area
- Photos:
- Videos: Iceland Travel Journal by Keith Chan

## Lásd még
- Strokkur
- Gejzír

## Fordítás
Ez a szócikk részben vagy egészben  a   Geysir című angol Wikipédia-szócikk fordításán alapul.  Az eredeti cikk szerkesztőit annak laptörténete sorolja fel. Ez a jelzés csupán a megfogalmazás eredetét és a szerzői jogokat jelzi, nem szolgál a cikkben szereplő információk forrásmegjelöléseként.